# Klodomer
Klodomer (oko 495. – Vézeronce, 25. lipnja 524.) je bio franački vladar iz dinastije Merovinga. Izvori ga spominju pod imenima Chlodomer, Chlodomir. Bio je sinom franačkog kralja Klodviga I. i Klotilde te Hildebertov, Teuderikov i Klotarov i Klotildin brat. Imao je suprugu Guntheuku i sinove Guntara, Teubalda i Klodoalda.
Kad mu je otac Klodvig umro, njegova se država podijelila na četiri dijela među njegovim sinovima. Klodomera je dopalo Kraljevina Soissons, državina zadnjeg rimskog dužnosnika Sijagrija. Vladao je kao kralj Orléansa od 509. do 511. godine.
523. je krenuo u rat protiv Burgunda koje je predvodio njihov kralj Žigmund. Žigmunda su Franci zarobili, a Klodomer se vratio u Orléans.
Rat nije bio gotov, nego je uslijedio preokret. Pobunjeni Burgundi koje je vodio Gondomar III. su uz pomoć saveznika Ostrogota koje je vodio Teodorik Veliki vratili vlast u Burgundiji. Klodomer je za osvetu dao smaknuti Žigmunda i sinove mu Gisalda i Gondebada 1. svibnja 524. godine. Na to je krenuo u drugi pohod na Burgunde, u kojem je poginuo u bitci kod Vézeroncea 25. lipnja 524. godine, vodeći franačku vojsku. Njegova su braća podijelila njegove zemlje te time olakšala Francima ponovo se ujediniti nekoliko desetljeća poslije.
Sinove mu je nakon smrti čuvala mati. Kad se njegova udovica Guntheuka preudala za Klotara I. No, njen novi suprug je dao ubiti njene sinove Teubalda i Guntara. Njen treći sin Klodoald je uspio pobjeći. Naposljetku se ovaj jedini preživjeli Klodomerov sin zaredio te postao opatom samostana u Nogentu.